# Kościół Bożego Miłosierdzia w Krakowie (Nowy Świat)
Kościół Bożego Miłosierdzia – zabytkowy, rzymskokatolicki kościół filialny kapituły katedralnej na Wawelu. Znajduje się w Krakowie, w dzielnicy I Stare Miasto przy ul. Bożego Miłosierdzia 1, na rogu z ul. Felicjanek 2 i ul. Smoleńsk, na Nowym Świecie. 
Odprawiane są w nim w każdą niedzielę trzy msze święte w obrządku łacińskim, ponadto 2 razy w miesiącu w obrządku ormiańskim.

## Historia
Wzniesiony został po 1555 jako wypełnienie ostatniej woli Jana Żukowskiego z Bystrzycy. Do końca XVI wieku był świątynią drewnianą. Jako kościół murowany wzniesiony został ze składek wiernych w latach 1626–1629. Od 1649 jest prebendą kapituły katedralnej na Wawelu. 
Zniszczony został podczas potopu szwedzkiego w 1655, dość szybko go jednak odbudowano. 
Uroczystej konsekracji dokonał biskup sufragan krakowski Mikołaj Oborski w 1665.
Gruntownej odnowy dokonano w latach 1905–1910 według projektu architekta Jana Sas-Zubrzyckiego.

## Wygląd i wnętrze
Kościół barokowy, orientowany, murowany, złożony z trójprzęsłowej nawy i nieco węższego koliście zamkniętego prezbiterium.
Witraże zdobiące kościelne okna ufundowane zostały w 1908 przez Stowarzyszenie Właścicieli Restauracji oraz Bratnią Pomoc Kelnerów. Uległy zniszczeniu w 1945, odnowiono je w 1947. Przedstawiają: św. Jadwigę Śląską, Michała Archanioła, św. Wojciecha, św. Stanisława biskupa, św. Kazimierza oraz Cudowny połów ryb.
W ołtarzu głównym z 1655 znajduje się krucyfiks zasłaniany obrazem Ukrzyżowania z XVII wieku oraz wizerunki św. Wojciecha i św. Stanisława. W ołtarzu bocznym po prawej stronie znajduje się obraz Nauczanie Marii z pocz. XIX wieku, a w ołtarzu po lewej stronie obraz Matki Boskiej z Dzieciątkiem zwanej Śnieżną z XVII wieku.
Ołtarze zostały wyposażone w antependia pochodzące z XVIII wieku z kwiatową dekoracją.
W kościele znajdują się pamiątkowe tablice związane z konsekracją kościoła oraz jedna z zaznaczeniem poziomu i stanu wód Wisły podczas wielkiej powodzi w 1813.

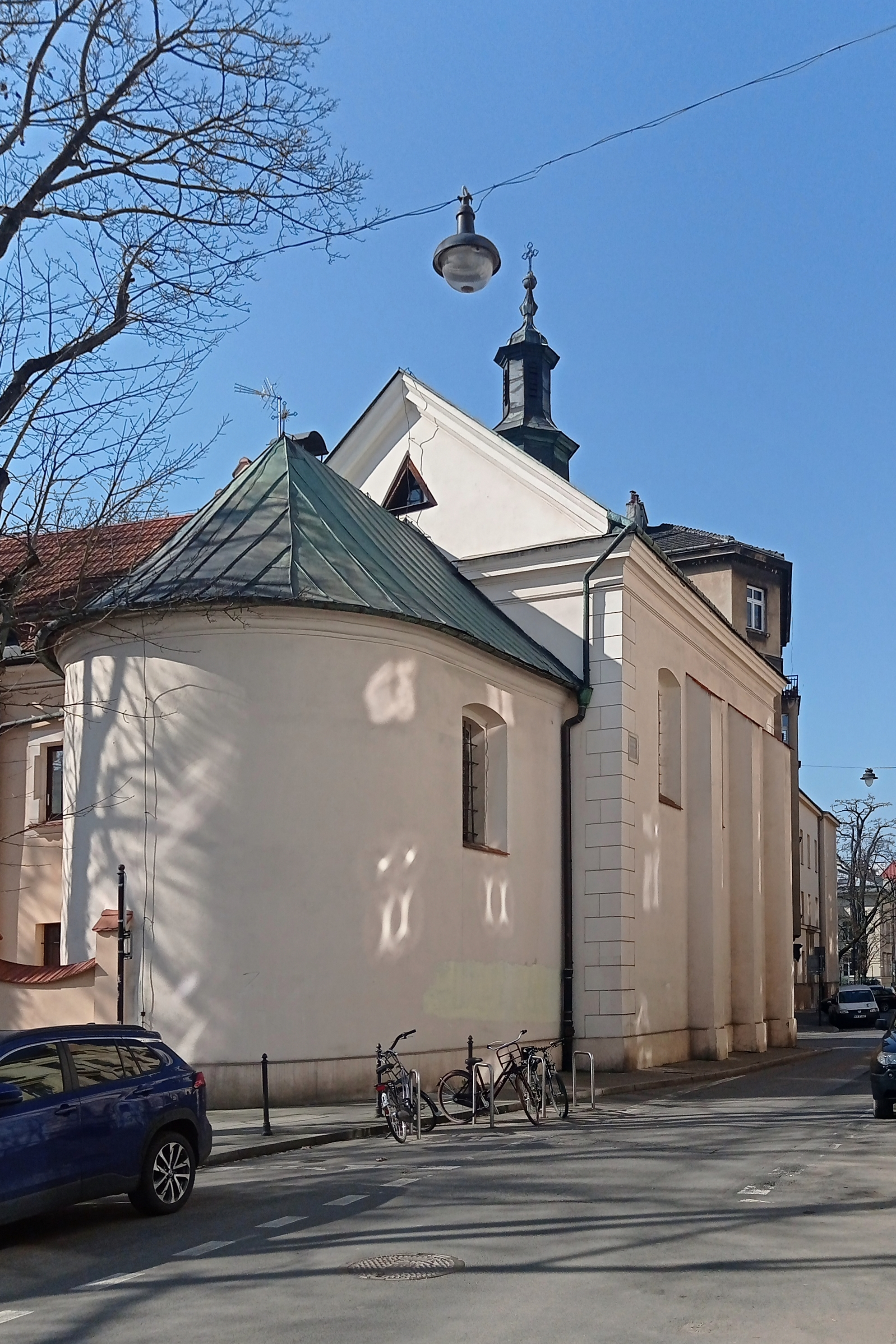
Widok od wschodu
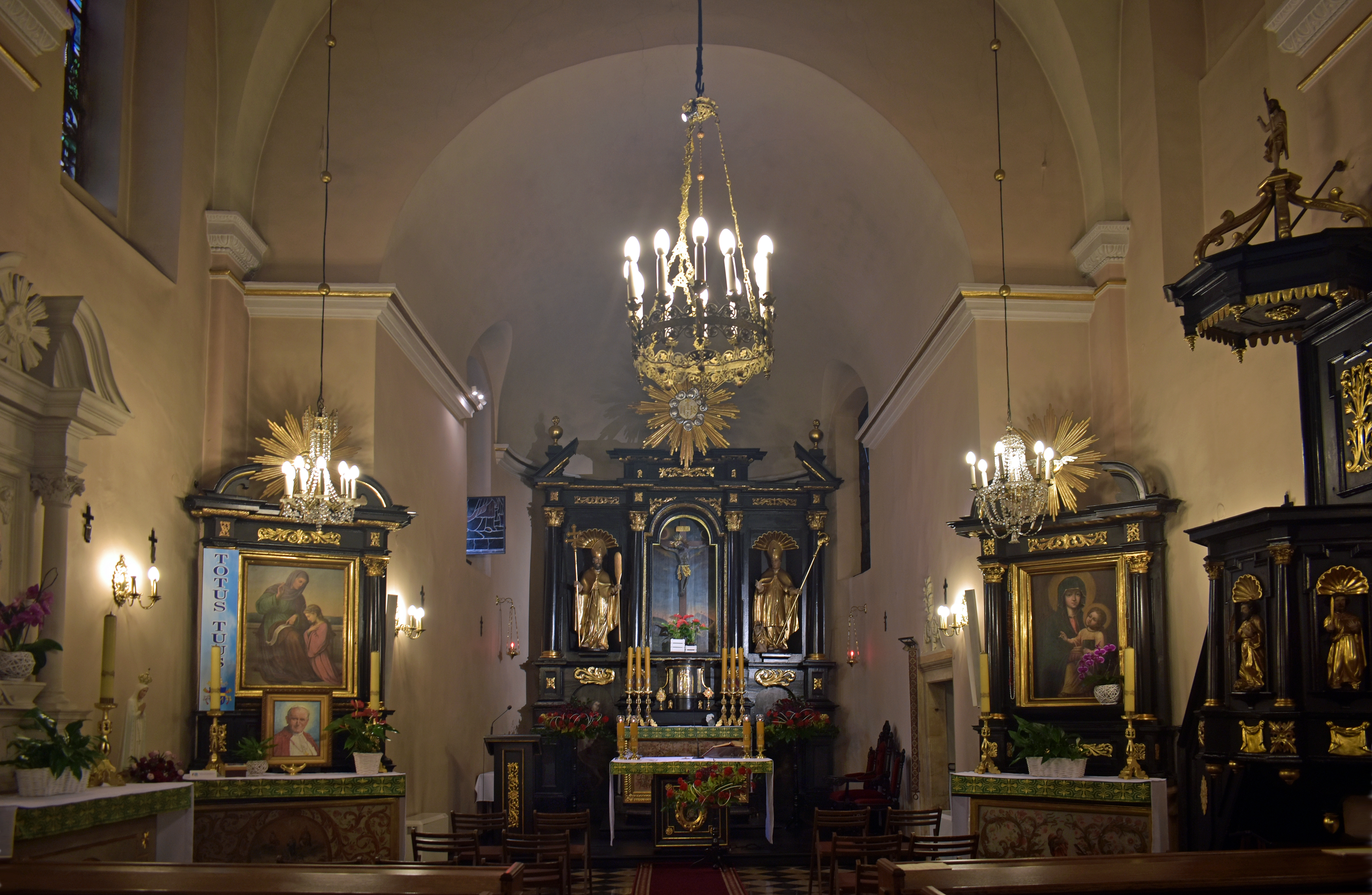
Wnętrze kościoła
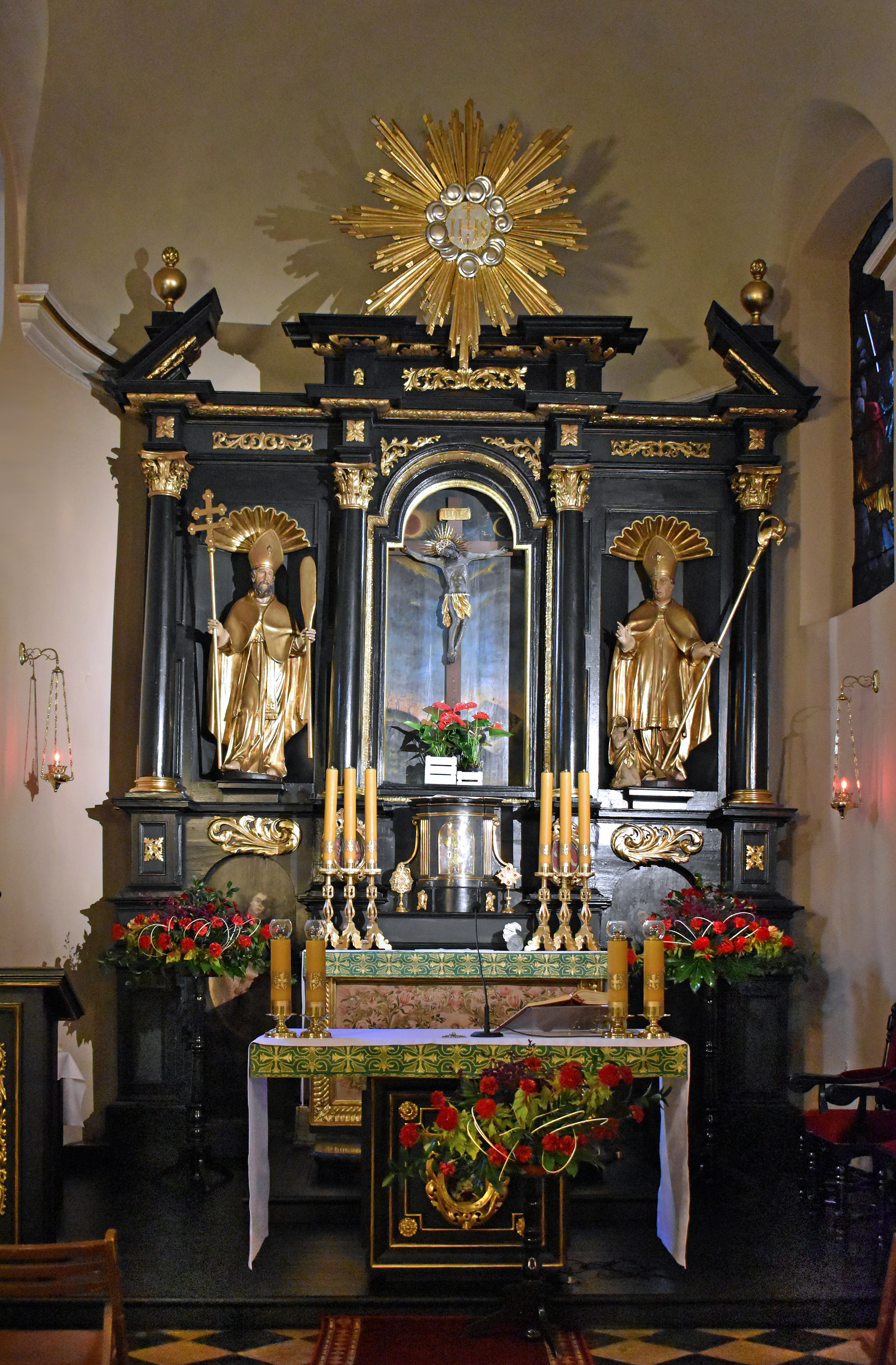
Ołtarz główny
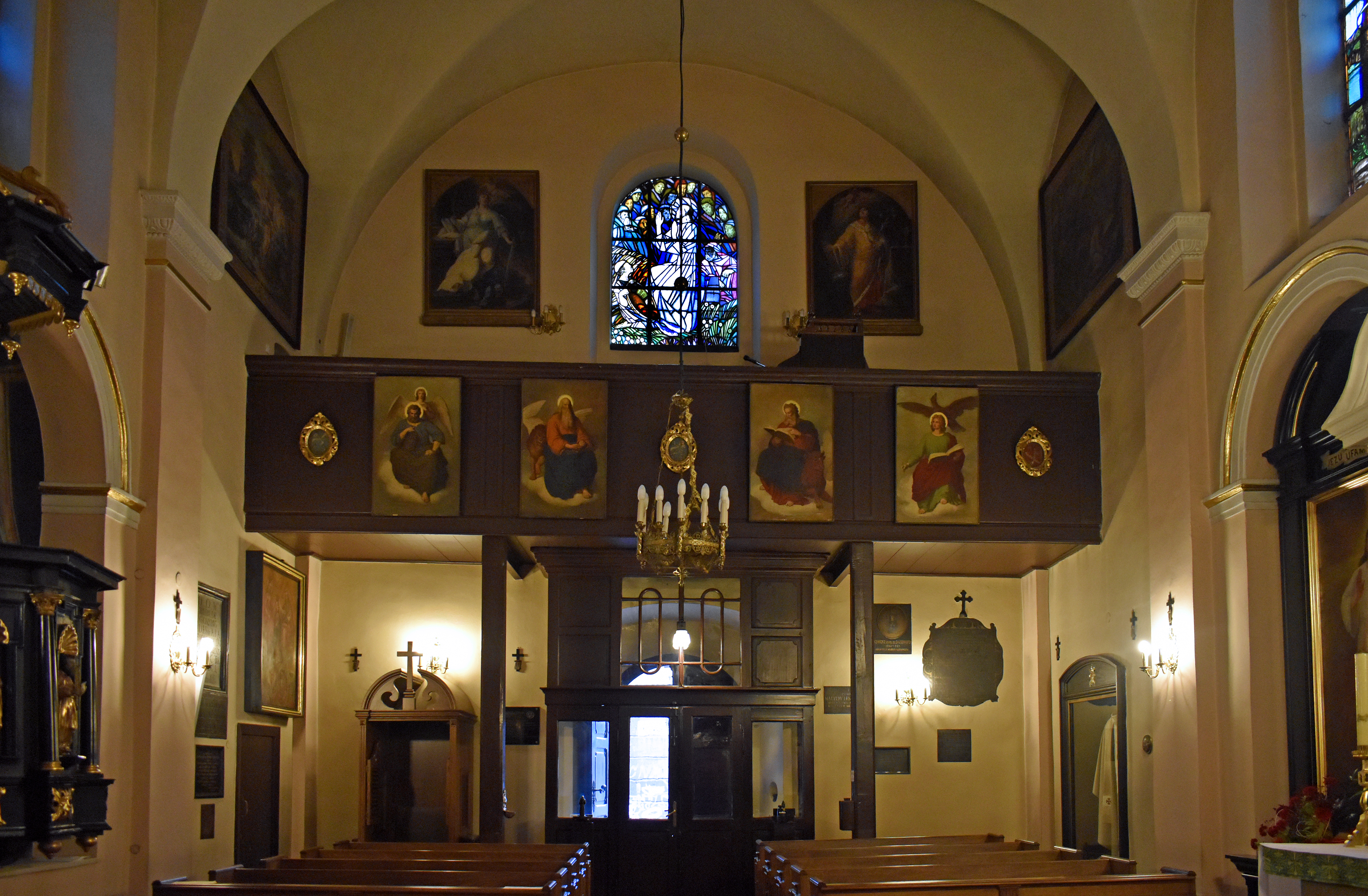
Wnętrze kościoła-chór